# Illustriertes Handbuch der Laubholzkunde
Illustriertes Handbuch der Laubholzkunde (abreviado Ill. Handb. Laubholzk.) es un libro con descripciones botánicas que fue escrito por botánico y arquitecto paisajista austríaco Camillo Karl Schneider y editado en el año 1904–1912.